# لیره‌سر
لیره سر، روستایی است از توابع بخش کوهستان شهرستان تنکابن در استان مازندران ایران. دمای لیره سر بخاطر معتدل بودن گردشگران زیادی را جذب این روستا کرده و در روستا و حواشی روستا چشمه‌ها و برکه‌ها و مناطق دیدنی و جنگلی یافت می‌شود.

## جمعیت
این روستا در دهستان میاندامان قرار دارد و براساس سرشماری مرکز آمار ایران در سال ۱۳۹۵، جمعیت آن ۱۰۸۴ نفر (۳۳۷ خانوار) بوده است.